# Volsiner Berge
Die Volsiner Berge (ital. Monti Volsini) sind ein Mittelgebirge an der Grenze der italienischen Regionen Latium, Toskana und Umbrien. Sie liegen etwa 100 km nördlich von Rom und 100 km südlich von Siena und umschließen den Bolsenasee.
Das Gebirge ist nach der etruskischen Stadt Volsinii benannt.
Die Volsiner Berge entstanden durch die vulkanische Aktivität des Apparato Vulcanico Vulsinio die vor etwa 600.000 Jahren begann. Eruptionen fanden in den Vulkankratern von Montefiascone, Latera, Lamone und des Lago di Mezzano statt. Der Bolsenasee ist eine Caldera, die durch den Kollaps einer Magmakammer entstand.
Von vulkanischer Aktivität zeugen heute noch zahlreiche heiße Schwefelquellen in der Umgebung des Mittelgebirges. Die Häuser der Gemeinden im Umfeld der Volsiner Berge sind zum großen Teil mit dem Baumaterial Tuff errichtet.